# 차정혁
차정혁(車正赫, 1985년 9월 25일~)은 조선민주주의인민공화국의 축구 선수로, 포지션은 오른쪽 풀백이며 현재 통산 43경기의 국제 A매치 출장수를 기록 중이다.

## 구단 경력
2005년 조선민주주의인민공화국 1부류축구련맹전의 압록강체육단에서 데뷔하여 2010년까지 활동하며 1부 리그 2회 우승(2006년, 2008년), 만경대체육대회 2회 연속 우승(2007년, 2008년), 2005년 포천보체육대회 준우승, 2007년 백두산체육대회 준우승, 2009년 공화국선수권대회 준우승 등의 성과를 남겼고 이후 2010년 6월 27일 스위스 챌린지리그의 FC 빌로 이적하여 5년간 리그 113경기에서 2골을 기록하며 스위스 챌린지리그 2013-14 시즌 리그 3위 입상에 기여했다.

## 국가대표팀 경력
2005년 투르크메니스탄과의 경기에서 국제 A매치 데뷔전을 치른 이후 2010년 FIFA 월드컵 본선에도 출전하여 조별리그 3경기를 모두 소화했으나 팀의 3전 전패 및 조별리그 탈락을 막지는 못했다.